# Hartlepool United Football Club 2011-2012
Questa voce raccoglie le informazioni riguardanti l'Hartlepool United Football Club nelle competizioni ufficiali della stagione 2011-2012.

## Rosa
| N. |                        | Ruolo | Calciatore        |
| -- | ---------------------- | ----- | ----------------- |
| 1  | Inghilterra (bandiera) | P     | Scott Flinders    |
| 2  | Inghilterra (bandiera) | D     | Neil Austin       |
| 3  | Inghilterra (bandiera) | A     | Ritchie Humphreys |
| 5  | Inghilterra (bandiera) | D     | Sam Collins       |
| 6  | Inghilterra (bandiera) | D     | Evan Horwood      |
| 7  | Inghilterra (bandiera) | C     | Jonathan Franks   |
| 8  | Inghilterra (bandiera) | C     | Simon Walton      |
| 10 | Inghilterra (bandiera) | A     | James Poole       |
| 11 | Inghilterra (bandiera) | C     | Andy Monkhouse    |
| 14 | Inghilterra (bandiera) | C     | Nathan Luscombe   |
| 15 | Inghilterra (bandiera) | C     | Antony Sweeney    |
| 16 | Inghilterra (bandiera) | D     | Josh Rowbotham    |
| 17 | Inghilterra (bandiera) | C     | Greg Rutherford   |
| 18 | Inghilterra (bandiera) | D     | Jack Baldwin      |

| N. |                        | Ruolo | Calciatore      |
| -- | ---------------------- | ----- | --------------- |
| 19 | Inghilterra (bandiera) | C     | Jordan Richards |
| 20 | Inghilterra (bandiera) | C     | Paul Murray     |
| 21 | Inghilterra (bandiera) | P     | Andy Rafferty   |
| 22 | Inghilterra (bandiera) | D     | Darren Holden   |
| 23 | Inghilterra (bandiera) | D     | Nathan Buddle   |
| 26 | Inghilterra (bandiera) | D     | Paul Johnson    |
| 28 | Inghilterra (bandiera) | C     | Lewis Hawkins   |
| 29 | Inghilterra (bandiera) | D     | Peter Hartley   |
| 31 | Inghilterra (bandiera) | P     | Adam McHugh     |
| 33 | Inghilterra (bandiera) | A     | Luke James      |
| 36 | Inghilterra (bandiera) | A     | Charlie Wyke    |
| 39 | Scozia (bandiera)      | A     | Steve Howard    |